# Свети Димитър (Кронцелево)
Вижте пояснителната страница за други значения на Свети Димитър.
„Свети Великомъченик Димитър“ (на гръцки: Άγιος Δημήτριος) е православна църква във воденското село Кронцелево (Керасия), Гърция, част от Воденската, Пелска и Мъгленска епархия.
Църквата е гробищен храм, разположен в центъра на селото. Изградена е в 1800 година. Представлява типичната за епохата голяма трикорабна каменна базилика с полукръгла апсида на изток. Апсидата е със самостоятелен покрив и е украсаена с шест псевдоарки, оформени с жълти камъни.